# Radikal 153
Radikal 153 mit der Bedeutung „Katze“ (oder „kleines haariges Tier“) ist eines von 20  der 214 traditionellen Radikale der chinesischen Schrift, die mit sieben Strichen geschrieben werden.
Mit 16 Zeichenverbindungen in Mathews’ Chinese-English Dictionary gibt es viele Schriftzeichen, die unter diesem Radikal im Lexikon zu finden sind.
Das Radikal „Katze“ nimmt nur in der Langzeichen-Liste traditioneller Radikale, die aus 214 Radikalen besteht, die 153. Position ein. In modernen Kurzzeichen-Wörterbüchern kann es sich an ganz anderer Stelle finden. Im Neuen chinesisch-deutschen Wörterbuch aus der Volksrepublik China steht es zum Beispiel an 198. Stelle.
Die Siegelschrift-Form dieses Schriftzeichens zeigt einen Kopf und einen Körper dazu und sollte ein langes, wildes Tier darstellen. Daher findet sich die Komponente als Sinnträger in 豹 (bao = Panther, Leopard), 貂 (diao = Zobel), 貉 (= Marder).
Später wurde 豸 zum Gattungsbegriff in der Wendung 虫豸 (= Ungeziefer, Insekten und Würmer).
貌 (in: 容貌 rongmao = Antlitz) enthält das reduzierte 豹 (bao) als Lautträger, nicht 豸. Das übriggebliebene 豸 ist hier also kein Sinn, sondern Lautträger.
Die rechte Komponente 貌 (mao = Aussehen, Erscheinung) kommt auch als Siegelschrift-Zeichen vor und zeigt einen Menschen, betont jedoch dessen Gesicht.

## Schriftzeichenverbindungen, die vom Radikal 153 regiert werden
| Striche | Zeichen              |
| ------- | -------------------- |
| +0      | 豸                   |
| +03     | 豹 豺 豻             |
| +04     | 豼 豽                |
| +05     | 豾 豿 貀 貁 貂 貃    |
| +06     | 貄 貅 貆 貇 貈 貉 貊 |
| +07     | 貋 貌 貍             |
| +08     | 貎 貏                |
| +09     | 貐 貑 貒 貓          |
| +10     | 貔 貕 貖             |
| +11     | 貗 貘 貙             |
| +12     | 貚                   |
| +18     | 貛                   |
| +20     | 貜                   |

 Im Unicodeblock Kangxi-Radikale ist das Radikal 153 unter der Codepointnummer 12.184 (U+2F98) codiert.